# Cubanops darlingtoni
Espèce
Synonymes
- Caponina darlingtoni Bryant, 1948

Cubanops darlingtoni est une espèce d'araignées aranéomorphes de la famille des Caponiidae.

## Distribution
Cette espèce est endémique de la province de Santiago en République dominicaine,.

## Description

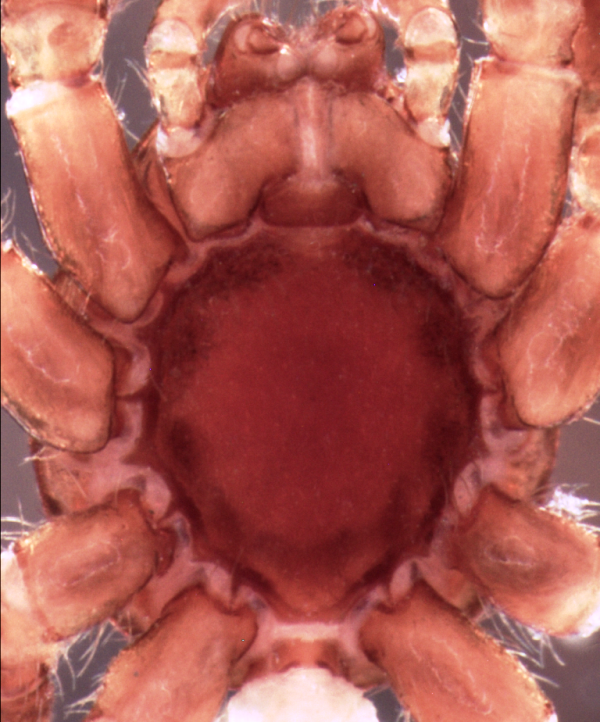
Cubanops ludovicorum

La femelle holotype mesure 3,82 mm.

## Étymologie
Cette espèce est nommée en l'honneur de Philip Jackson Darlington Jr. (1904–1983).

## Publication originale
- Bryant, 1948 : The spiders of Hispaniola. Bulletin of the Museum of Comparative Zoology, vol. 100, p. 331-459 (texte intégral).